# Fernando Di Giulio
Fernando Di Giulio (Grosseto, 27 aprile 1924 – Grosseto, 28 agosto 1981) è stato un politico e partigiano italiano, che fu dirigente, deputato e, dal 12 luglio 1979 al giorno del decesso, capogruppo parlamentare del Pci alla Camera dei deputati.

## Biografia
Nato da una famiglia di origine lucana, era studente della facoltà di giurisprudenza presso il Collegio Mussolini dell'Università di Pisa (attuale Scuola Superiore Sant'Anna), quando, dopo l'annuncio dell'armistizio, l'8 settembre 1943, decise di abbandonare gli studi per unirsi a un gruppo partigiano del monte Amiata, che faceva parte delle Brigate Garibaldi, dove rimase sino al termine del conflitto.
Iscritto al Partito Comunista Italiano sin dal 1942, nell'immediato dopoguerra si impegnò nella riorganizzazione della Federazione comunista di Grosseto. Per le sue dimostrate capacità, nel 1947, il segretario del partito, Togliatti, lo chiamò nella Commissione centrale di organizzazione, ove rimase sino al 1957 quando iniziò a lavorare per la Federazione romana; in seguito entrò in Direzione nazionale.
Alle elezioni politiche del 1972 fu eletto deputato nella circoscrizione Siena-Arezzo-Grosseto, e, nella medesima circoscrizione, fu rieletto nelle successive votazioni del 1976 e 1979. Nel 1977, nel corso della VI legislatura, fu nominato vice presidente del gruppo parlamentare comunista e, nel 1979, ne assunse la presidenza.
Morì a  57 anni, stroncato da un infarto a Principina a Mare, frazione del comune di Grosseto, nell'agosto 1981 da deputato in carica.
Il latinista e scrittore Luca Canali, nel suo Spezzare l'assedio e altre storie, dedica alcune pagine al ricordo personale di un incontro con Di Giulio, avvenuto nel 1946: «giovanissimo istruttore della scuola centrale, era venuto alla sezione "Colonna" per una lezione a un piccolo gruppo di pulcini rossi tra i quali razzolavo anch'io».